# 卡內基科學中心
卡內基科學中心（英語：Carnegie Science Center）是位於美國賓西法尼亞州匹茲堡的一座科學博物館，也是構成卡內基博物館的四座博物館之一。卡內基科學中心開館於1939年10月24日，擁有美國第五大的天象儀。